# Abstand
Der Abstand (auch Entfernung oder Distanz) zweier Punkte ist die Länge der kürzesten Verbindung dieser Punkte.
Im euklidischen Raum ist dies die Länge der Strecke zwischen den beiden Punkten. Der Abstand zweier geometrischer Objekte ist die Länge der kürzesten Verbindungslinie der beiden Objekte, also der Abstand der beiden einander nächstliegenden Punkte. Werden nicht die einander nächstliegenden Punkte zweier Objekte betrachtet, so wird dies explizit angegeben oder ergibt sich aus dem Zusammenhang, wie beispielsweise der Abstand der geometrischen Mittelpunkte oder der geometrischen Schwerpunkte.
Die Metrik ist der Teil der Mathematik, der sich mit der Abstandsmessung beschäftigt.
Der Abstand, die Entfernung, die Distanz zwischen zwei Werten einer Größe oder zwischen zwei Zeitpunkten wird bestimmt, indem man den Absolutbetrag ihrer Differenz bildet, das heißt, indem sie voneinander abgezogen werden und vom Ergebnis der Absolutbetrag gebildet wird. Der gemessene Abstand ist unabhängig vom gewählten Referenzpunkt des Koordinatensystems, nicht aber von dessen Skalierung (siehe auch Maßstabsfaktor).
In der beobachtenden Astronomie wird der scheinbare Abstand am Himmel zwischen zwei Himmelsobjekten als Winkelabstand angegeben.
Der Abstand zweier Mengen im euklidischen Raum (oder allgemeiner in einem metrischen Raum) kann über die Hausdorff-Metrik definiert werden.

## Euklidischer Abstand
Der Abstand zweier Punkte {\displaystyle A} und {\displaystyle B} auf einer Geraden mit den Koordinaten {\displaystyle a} bzw. {\displaystyle b} ist der Absolutbetrag {\displaystyle |a-b|}. Dieser Betrag lässt sich auch schreiben als
{\displaystyle d(A,B)={\sqrt {(a-b)^{2}}}}.
Sind zwei Punkte der Ebene in kartesischen Koordinaten {\displaystyle A=(a_{1},a_{2})} und {\displaystyle B=(b_{1},b_{2})} gegeben, so beträgt der Abstand zwischen {\displaystyle A} und {\displaystyle B} nach dem Satz des Pythagoras
{\displaystyle d(A,B)={\sqrt {(a_{1}-b_{1})^{2}+(a_{2}-b_{2})^{2}}}}.
Für zwei Punkte {\displaystyle A=(a_{1},a_{2},a_{3})} und {\displaystyle B=(b_{1},b_{2},b_{3})} des (dreidimensionalen) Raumes ist
{\displaystyle d(A,B)={\sqrt {(a_{1}-b_{1})^{2}+(a_{2}-b_{2})^{2}+(a_{3}-b_{3})^{2}}}}.
Dieser Abstandsbegriff wird für höherdimensionale Räume in sinnfälliger Weise verallgemeinert, indem man für zwei Punkte {\displaystyle A=(a_{1},\dotsc ,a_{n})\in \mathbb {R} ^{n}} und  {\displaystyle B=(b_{1},\dotsc ,b_{n})\in \mathbb {R} ^{n}} den (euklidischen) Abstand zweier Punkte definiert als
{\displaystyle d(A,B)={\sqrt {\sum _{i=1}^{n}(a_{i}-b_{i})^{2}}}}.

Der Abstand zweier Punkte in der Ebene

Der Abstand eines Punkts von einer Geraden oder einer ebenen Fläche ist sein Abstand zum Fußpunkt des darauf gefällten Lots, der von einer gekrümmten Linie ist stets ein Abstand von einer ihrer Tangenten.
Berechnungsmöglichkeiten für die Abstände von Punkten zu Geraden oder Ebenen sind in der Formelsammlung analytische Geometrie aufgeführt.

### Abstand in der Ebene

#### Abstand zwischen Punkt und Gerade

Beispiel: Abstand zwischen Punkt und Geraden in der Ebene.

Unter dem Abstand eines Punktes {\displaystyle P} von einer Geraden {\displaystyle g} versteht man die Länge des Lots von {\displaystyle P} auf {\displaystyle g}. Der Abstand eines Punktes von einer Geraden ist also die kleinste Entfernung, die ein Punkt der Geraden von diesem Punkt haben kann.
In der analytischen Geometrie lässt sich der Abstand zwischen einem Punkt {\displaystyle P(x_{0},y_{0})} und einer Geraden {\displaystyle g} mit der Koordinatengleichung {\displaystyle ax+by+c=0} berechnen als
{\displaystyle d(P,g)={\frac {|ax_{0}+by_{0}+c|}{\sqrt {a^{2}+b^{2}}}}}.
Der Punkt auf der Geraden {\displaystyle g}, der {\displaystyle (x_{0},y_{0})} am nächsten liegt, hat die Koordinaten
{\displaystyle \left(x={\frac {b(bx_{0}-ay_{0})-ac}{a^{2}+b^{2}}},\;y={\frac {a(-bx_{0}+ay_{0})-bc}{a^{2}+b^{2}}}\right)}
Wenn die Gerade {\displaystyle g} durch die Punkte {\displaystyle (x_{1},y_{1})} und {\displaystyle (x_{2},y_{2})} verläuft, ist
{\displaystyle a=y_{2}-y_{1}}
{\displaystyle b=x_{1}-x_{2}}
{\displaystyle c=x_{2}y_{1}-x_{1}y_{2}}
Diese Werte können in die Formeln eingesetzt werden.
Beispiel
Eingesetzte Werte für Gerade {\displaystyle g}: {\displaystyle a=-3,\;b=4,\;c=10} und für Punkt {\displaystyle P:\;x_{0}=4,\;y_{0}=6}
{\displaystyle d(P,g)={\frac {(-3)\cdot 4+4\cdot 6+10}{\sqrt {(-3)^{2}+4^{2}}}}={\frac {22}{5}}=4{,}4\;}

### Abstand im dreidimensionalen Raum
Für die Konstruktion des Abstandes bedarf es als zusätzliches Hilfsmittel einer Dynamischen-Geometrie-Software (DGS).

#### Abstand zwischen Punkt und Gerade
Der Abstand zwischen dem Punkt {\displaystyle P_{0}=(x_{0},y_{0},z_{0})} und der Geraden {\displaystyle g}, die durch die Punkte {\displaystyle P_{1}=(x_{1},y_{1},z_{1})} und {\displaystyle P_{2}=(x_{2},y_{2},z_{2})} verläuft, beträgt mit den Ortsvektoren  {\displaystyle {\vec {p}}_{0},\;{\vec {p}}_{1},\;{\vec {p}}_{2}}:
{\displaystyle d(P_{0},g)={\frac {\left|({\vec {p}}_{2}-{\vec {p}}_{1})\times ({\vec {p}}_{1}-{\vec {p}}_{0})\right|}{\left|{\vec {p}}_{2}-{\vec {p}}_{1}\right|}}={\frac {\left|({\vec {p}}_{0}-{\vec {p}}_{1})\times ({\vec {p}}_{0}-{\vec {p}}_{2})\right|}{\left|{\vec {p}}_{2}-{\vec {p}}_{1}\right|}}}
Beispiel
Konstruktion des Abstandes {\displaystyle d(P_{0},g)}.

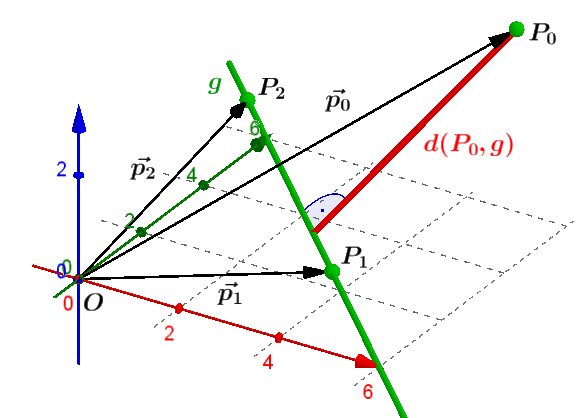
Beispiel: Abstand zwischen Punkt und Geraden im Raum.

Gegeben sind die Koordinaten der Punkte {\displaystyle P_{1}=\left(3{,}5\left|2{,}5\right|0\right)} und {\displaystyle P_{2}=\left(-1\left|7\right|0\right)}, durch die die Gerade {\displaystyle g} verläuft, und der Punkt {\displaystyle P_{0}=\left(5\left|6\right|3{,}5\right)}.
Nach dem Einzeichnen der Geraden {\displaystyle g} durch {\displaystyle P_{1}}, {\displaystyle P_{2}} und dem Punkt {\displaystyle P_{0}} werden die Verbindungsvektoren {\displaystyle {\vec {p}}_{1},\;{\vec {p}}_{2}} und {\displaystyle {\vec {p}}_{0}} eingezeichnet. Eine abschließend errichtete Senkrechte auf die Gerade {\displaystyle g} durch Punkt {\displaystyle P_{0}} liefert den Abstand {\displaystyle d(P_{0},g)=4{,}974\ldots \;}[LE].
Nachrechnung
Diese Werte in die Formel eingesetzt, ergeben
{\displaystyle d(P_{0},g)={\frac {\left|({\vec {p}}_{2}-{\vec {p}}_{1})\times ({\vec {p}}_{1}-{\vec {p}}_{0})\right|}{\left|{\vec {p}}_{2}-{\vec {p}}_{1}\right|}}={\frac {\left|{\begin{pmatrix}-4{,}5\\4{,}5\\0\end{pmatrix}}\times {\begin{pmatrix}-1{,}5\\-3{,}5\\-3{,}5\end{pmatrix}}\right|}{\left|{\begin{pmatrix}-4{,}5\\4{,}5\\0\end{pmatrix}}\right|}}={\frac {\left|{\begin{pmatrix}-15{,}75\\-15{,}75\\22{,}5\end{pmatrix}}\right|}{\left|{\begin{pmatrix}-4{,}5\\4{,}5\\0\end{pmatrix}}\right|}}}
{\displaystyle ={\frac {\left|{\sqrt {(-15{,}75)^{2}+(-15{,}75)^{2}+22{,}5^{2}}}\right|}{\left|{\sqrt {(-4{,}5)^{2}+4{,}5^{2}+0^{2}}}\right|}}=4{,}974\ldots \;}[LE].

#### Abstand zwischen zwei windschiefen Geraden
Zwei windschiefe Geraden ({\displaystyle g_{1},\;g_{2}}), wobei die eine durch die Punkte {\displaystyle P_{1}=(x_{1},y_{1},z_{1})} und {\displaystyle P_{2}=(x_{2},y_{2},z_{2})} und die andere durch die Punkte {\displaystyle P_{3}=(x_{3},y_{3},z_{3})} und {\displaystyle P_{4}=(x_{4},y_{4},z_{4})} verläuft, haben mit den Vektoren {\displaystyle {\vec {p}}_{1},\;{\vec {p}}_{2},\;{\vec {p}}_{3},\;{\vec {p}}_{4}} folgenden Abstand:
{\displaystyle d(g_{1},g_{2})={\frac {\left|({\vec {p}}_{3}-{\vec {p}}_{1})\cdot (({\vec {p}}_{2}-{\vec {p}}_{1})\times ({\vec {p}}_{4}-{\vec {p}}_{3}))\right|}{\left|({\vec {p}}_{2}-{\vec {p}}_{1})\times ({\vec {p}}_{4}-{\vec {p}}_{3})\right|}}}
Beispiel

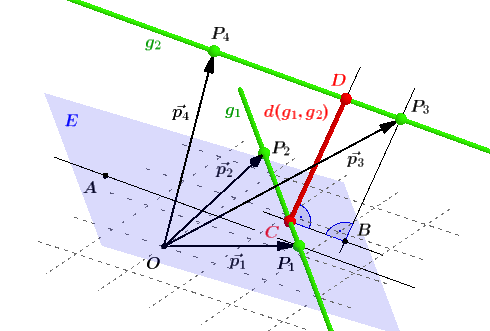
Beispiel: Konstruktion des Abstandes zwischen zwei windschiefen Geraden und im Raum.

Konstruktion des Abstandes {\displaystyle d(g_{1},g_{2})} mithilfe einer Hilfsebene.
Gegeben seien die Koordinaten der vier Punkte {\displaystyle P_{1}=\left(3{,}5\left|2{,}5\right|0\right),\;P_{2}=\left(-1\left|7\right|0\right),\;P_{3}=\left(5\left|6\right|3{,}5\right)} und {\displaystyle P_{4}=\left(0{,}2\left|2{,}5\right|6\right).}
Nach dem Einzeichnen der Geraden {\displaystyle g_{1}} durch {\displaystyle P_{1}}, {\displaystyle P_{2}} und {\displaystyle g_{2}} durch {\displaystyle P_{3}}, {\displaystyle P_{4}} werden zunächst die Verbindungsvektoren {\displaystyle {\vec {p}}_{1},\;{\vec {p}}_{2}\;{\vec {p}}_{3}} und {\displaystyle {\vec {p}}_{4}} eingezeichnet. Für das Bestimmen der Hilfsebene wird eine Parallele zu {\displaystyle g_{2}} durch {\displaystyle P_{1}} gezogen und anschließend der Punkt {\displaystyle A} beliebig auf der Parallele markiert. Mithilfe der somit gegebenen drei Punktes {\displaystyle A,P_{1}} und {\displaystyle P_{2}} wird die Ebene {\displaystyle E} generiert. Es folgt das Fällen des Lots vom Punkt {\displaystyle P_{3}} auf die Ebene {\displaystyle E} mit Fußpunkt {\displaystyle B} und eine Parallele zu {\displaystyle g_{2},} die {\displaystyle g_{1}} in {\displaystyle C} (rot) schneidet. Abschließend liefert die Parallele zu {\displaystyle {\overline {P_{3}B}}} ab dem Punkt {\displaystyle C} bis zur Geraden {\displaystyle g_{2}} den Schnittpunkt {\displaystyle D} und somit den Abstand: {\displaystyle d(g_{1},g_{2})=4{,}605\ldots \;}[LE].
Nachrechnung
Diese Werte eingesetzt in die Formel ergeben
{\displaystyle d(g_{1},g_{2})={\frac {\left|({\vec {p}}_{3}-{\vec {p}}_{1})\cdot (({\vec {p}}_{2}-{\vec {p}}_{1})\times ({\vec {p}}_{4}-{\vec {p}}_{3}))\right|}{\left|({\vec {p}}_{2}-{\vec {p}}_{1})\times ({\vec {p}}_{4}-{\vec {p}}_{3})\right|}}={\frac {\left|{\begin{pmatrix}1{,}5\\3{,}5\\3{,}5\end{pmatrix}}\cdot \left({\begin{pmatrix}-4{,}5\\4{,}5\\0\end{pmatrix}}\times {\begin{pmatrix}-4{,}8\\-3{,}5\\2{,}5\end{pmatrix}}\right)\right|}{\left|{\begin{pmatrix}-4{,}5\\4{,}5\\0\end{pmatrix}}\times {\begin{pmatrix}-4{,}8\\-3{,}5\\2{,}5\end{pmatrix}}\right|}}={\frac {\left|{\begin{pmatrix}1{,}5\\3{,}5\\3{,}5\end{pmatrix}}\cdot {\begin{pmatrix}11{,}25\\11{,}25\\37{,}35\end{pmatrix}}\right|}{\left|{\begin{pmatrix}11{,}25\\11{,}25\\37{,}35\end{pmatrix}}\right|}}}
{\displaystyle ={\frac {\left|186{,}975\right|}{\left|{\sqrt {11{,}25^{2}+11{,}25^{2}+37{,}35^{2}}}\right|}}=4{,}605\ldots \;}[LE].

#### Abstand zwischen Punkt und Ebene
Der Abstand zwischen dem Punkt {\displaystyle P_{0}=(x_{0},y_{0},z_{0})} und der Ebene {\displaystyle E}  mit der Koordinatenform {\displaystyle ax+by+cz-f=0} beträgt:
{\displaystyle \;\;(1)\;\;d(P_{0},E)={\frac {|ax_{0}+by_{0}+cz_{0}-f|}{\sqrt {a^{2}+b^{2}+c^{2}}}}}
Für die einzusetzenden Werte gilt:
{\displaystyle \;{\begin{aligned}&\left(2\right)a=y_{1}z_{2}-y_{2}z_{1}+y_{2}z_{3}-y_{3}z_{2}+y_{3}z_{1}-y_{1}z_{3}\\&\left(3\right)b=z_{1}x_{2}-z_{2}x_{1}+z_{2}x_{3}-z_{3}x_{2}+z_{3}x_{1}-z_{1}x_{3}\\&\left(4\right)c=x_{1}y_{2}-x_{2}y_{1}+x_{2}y_{3}-x_{3}y_{2}+x_{3}y_{1}-x_{1}y_{3}\\&\left(5\right)f=x_{1}y_{2}z_{3}-x_{1}y_{3}z_{2}+x_{2}y_{3}z_{1}-x_{2}y_{1}z_{3}+x_{3}y_{1}z_{2}-x_{3}y_{2}z_{1}\\\end{aligned}}}
Wenn drei Punkte {\displaystyle P_{1}=(x_{1},y_{1},z_{1})}, {\displaystyle P_{2}=(x_{2},y_{2},z_{2})}, {\displaystyle P_{3}=(x_{3},y_{3},z_{3})} gegeben sind, die eine Ebene {\displaystyle E} bestimmen (siehe Dreipunkteform) dann lässt sich der Abstand mithilfe der Vektoren {\displaystyle {\vec {p}}_{1},\;{\vec {p}}_{2},\;{\vec {p}}_{3}} mit folgender Formel berechnen:
{\displaystyle \;\;(6)\;\;d(P_{0},E)=\left|{\frac {({\vec {p}}_{2}-{\vec {p}}_{1})\times ({\vec {p}}_{3}-{\vec {p}}_{1})}{\left|({\vec {p}}_{2}-{\vec {p}}_{1})\times ({\vec {p}}_{3}-{\vec {p}}_{1})\right|}}\cdot ({\vec {p}}_{0}-{\vec {p}}_{1})\right|}
Dabei steht {\displaystyle \times } für das Kreuzprodukt, {\displaystyle \cdot } für das Skalarprodukt und {\displaystyle \left|\quad \right|} für den Betrag des Vektors.
Beispiel
Konstruktion des Abstandes {\displaystyle d(P,E)}

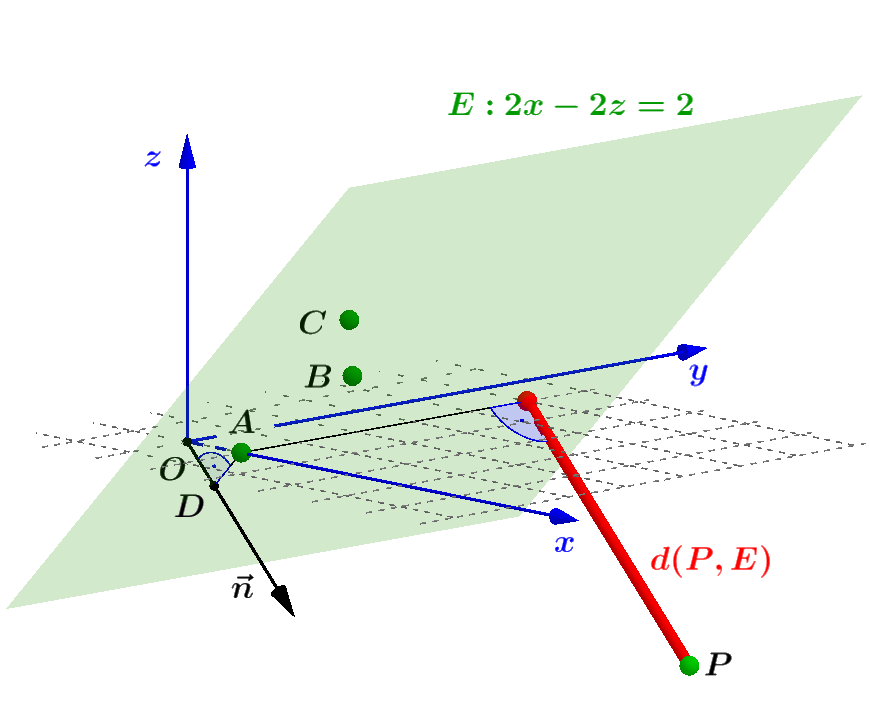
Beispiel: Konstruktion des Abstandes zwischen dem Punkt und der Ebene im Raum.

Gegeben seien die Koordinaten der drei Punkte der Ebene {\displaystyle E\;} mit {\displaystyle A=\left(1\left|0\right|0\right),\;B=\left(2\left|1\right|1\right),\;C=\left(3\left|0\right|2\right)} sowie des außerhalb liegenden Punktes {\displaystyle P=\left(4\left|5\right|-3\right).}
Nach dem Eintragen der Punkte {\displaystyle A,\;B} und {\displaystyle C} sowie des außerhalb liegenden Punktes {\displaystyle P,} kann die Ebene {\displaystyle E:2x-2z-2=0} generiert werden. Anschließend fällt man das Lot vom Punkt {\displaystyle O} des Koordinatenursprungs auf die Ebene {\displaystyle E} mit dem Fußpunkt {\displaystyle D.} Durch die Punkte {\displaystyle O} und {\displaystyle D} verläuft auch der, aus der Parameterdarstellung von {\displaystyle E} ermittelbare, Normalenvektor mit {\displaystyle {\vec {n}}=\left(2\left|0\right|-2\right).} Abschließend liefert die Parallele zu {\displaystyle {\overline {OD}}} ab dem Punkt {\displaystyle P} bis zur Ebene {\displaystyle E} den Abstand: {\displaystyle d(P,E)=3\cdot {\sqrt {2}}\;=4{,}2426\ldots \;}[LE].
Nachrechnung
Ermittlung der einzusetzenden Werte für Formel {\displaystyle (1)}
{\displaystyle \;{\begin{aligned}&\left(2\right)a=0\cdot 1-1\cdot 0+1\cdot 2-0\cdot 1+0\cdot 0-0\cdot 2=2\\&\left(3\right)b=0\cdot 2-1\cdot 1+1\cdot 3-2\cdot 2+2\cdot 1-0\cdot 3=0\\&\left(4\right)c=1\cdot 1-2\cdot 0+2\cdot 0-3\cdot 1+3\cdot 0-1\cdot 0=-2\\&\left(5\right)f=1\cdot 1\cdot 2-1\cdot 0\cdot 1+2\cdot 0\cdot 0-2\cdot 0\cdot 2+3\cdot 0\cdot 1-3\cdot 1\cdot 0=2\\\end{aligned}}}
Diese Werte eingesetzt in {\displaystyle (1)} ergeben schließlich
{\displaystyle \;\;(1)\;\;d(P_{0},E)={\frac {|2\cdot 4+0\cdot 5+(-2)\cdot (-3)-2|}{\sqrt {2^{2}+0^{2}+(-2)^{2}}}}=3\cdot {\sqrt {2}}\;=4{,}2426\ldots \;}[LE].
Das Ergebnis gleicht dem des Beispiels.

## Andere Definitionen
Die Definition des euklidischen Abstands kann mithilfe von Metriken verallgemeinert werden. Der euklidische Abstand ist der euklidischen Norm (2-Norm) eines Vektorraums, z. B. des dreidimensionalen euklidischen Raums, zugeordnet, siehe Metrischer Raum - Beispiele.

### Manhattan-Metrik

Die Linien in rot, blau und gelb sind drei Beispiele für die Manhattan-Metrik zwischen den zwei schwarzen Punkten (je 12 Einheiten lang). Die grüne Linie stellt zum Vergleich den euklidischen Abstand dar, der eine Länge von Einheiten hat.

Die sogenannte Manhattan-Metrik ist eine Metrik, in der der Abstand {\displaystyle d} zwischen zwei Punkten {\displaystyle A} und {\displaystyle B} als die Summe der absoluten Differenzen ihrer Einzelkoordinaten definiert wird:
{\displaystyle d(A,B)=\sum _{i}\left|A_{i}-B_{i}\right|}
Die Manhattan-Metrik ist die von der Summennorm (1-Norm) eines Vektorraums erzeugte Metrik.
Weil die Wege zwischen zwei Punkten immer rechtwinklig entlang den horizontalen und vertikalen Linien (Straßen) verlaufen, aber nicht durch die quadratischen „Gebäudeblöcke“, ist der Abstand zwischen zwei Punkten nicht kleiner und im Allgemeinen größer als der euklidischen Abstand. Der Abstand zwischen zwei Punkten mit ganzzahligen Koordinaten (Kreuzungen) ist immer eine ganze Zahl.
So ist beispielsweise in der nebenstehenden Grafik die Manhattan-Metrik in einem zweidimensionalen Raum, sodass sich
{\displaystyle d(A,B)=\left|A_{1}-B_{1}\right|+\left|A_{2}-B_{2}\right|=\left|0-6\right|+\left|0-6\right|=\left|-6\right|+\left|-6\right|=12}
ergibt, wobei {\displaystyle A=(A_{1},A_{2})=(0,0)} und {\displaystyle B=(B_{1},B_{2})=(6,6)} die schwarz markierten Punkte sind.

## Abstandsmessung auf gekrümmten Flächen
Auf der Kugeloberfläche wird der Abstand entlang von Großkreisen bestimmt und im Gradmaß oder Bogenmaß angegeben. Zur Berechnung des Abstandes siehe Orthodrome.
Auf dem Erdellipsoid oder anderen konvexen Flächen benutzt man die geodätische Linie oder den Normalschnitt.
In der Geodäsie und den Geowissenschaften spricht man eher von Distanz oder Entfernung, die metrisch angegeben wird.

## Dichtestes Punktpaar

Die zwei Punkte mit dem kleinsten Abstand sind rot markiert.

Das Problem des dichtesten Punktpaares (englisch closest pair of points problem) ist die Suche nach den zwei am dichtesten beieinander liegenden Punkten in einer Ebene. Gegeben ist eine beliebige Menge von Punkten in der Ebene und gesucht sind zwei dieser Punkte, sodass der euklidische Abstand minimal ist. Ein ähnliches Problem ist die Suche nach den zwei am weitesten voneinander entfernten Punkten in der Ebene, also den zwei Punkten mit dem maximalen euklidischen Abstand.
Der Brute-force-Algorithmus berechnet die Abstände zwischen allen möglichen Punktpaaren und wählt das Punktpaar mit dem kleinsten Abstand aus. Die Laufzeit des Algorithmus ist quadratisch und liegt in  {\displaystyle O(n^{2})}. Ein Divide-and-conquer-Algorithmus hat eine Laufzeit, die in {\displaystyle O(n\cdot \log n)} liegt.